# 拟古胞藻属
拟古胞藻属（学名：Archaeomonadopsis）是古胞藻科的一属。

## 下属物种
本属包括以下物种：
- Archaeomonadopsis lagenula Deflandre, 1938